# Laguna Santa Cruz
A  Laguna Santa Cruz  é um lago localizado na Guatemala. Localiza-se no departamento de El Petén, Município de San Andrés.